# Разуваев, Владимир Николаевич
Влади́мир Никола́евич Разува́ев (3 [16] января 1900, с. Алексеевка, Курская губерния — 5 августа 1980, Москва) — советский военный деятель, дипломат. Генерал-лейтенант (31 октября 1944). Чрезвычайный и полномочный посол.

## Биография
Вступил в РККА в 1921 году, в конце Гражданской войны был красноармейцем заградотряда. Член ВКП(б) с 1924 года. Окончил Военную академию им. Фрунзе (1934), Академию Генерального штаба (1939). Полковник, генерал-майор (13 мая 1942). 

### Советско-финская война
В ходе войны с Финляндией (1939—1940) был начальником штаба 9-й армии, после чего занимал должность заместителя начальника штаба Закавказского военного округа.

### Великая Отечественная война
В ходе Великой Отечественной войны занимал различные должности:
- В 1941 году — заместитель начальника штаба Закавказского фронта.
- С март 1942 года — начальник Оперативного отдела, заместитель начальника штаба Крымского фронта.
- В 1942 году — начальник Оперативного отдела, заместитель начальника штаба Северо-Кавказского фронта, генерал-майор.
- До октября 1942 года — начальник Оперативного отдела, заместитель начальника штаба Черноморской группы войск.
- С октября 1942 по январь 1943 года — начальник штаба 37-й армии.
- С января по апрель 1943 года — начальник штаба 44-й армии.
- С апреля по август 1943 года — начальник штаба 2-й гвардейской армии.
- С августа по ноябрь 1943 года — начальник штаба 44-й армии.
- С ноября 1943 по февраль 1944 года — заместитель командующего 28-й армией.
- С февраля 1944 по январь 1945 года — заместитель командующего 51-й армией.
- С января по июль 1945 года — командующий 1-й ударной армией.

Находясь на высших штабных и командных должностях, принимал участие в разработке и проведении Ростовской, Донбасской, Мелитопольской, Никопольско-Криворожской наступательных операций, в освобождении Крыма и блокаде Курляндской группировки войск вермахта в Прибалтике.
Руководил переправкой советских войск через Сиваш в район Сивашского плацдарма в рамках подготовки к Крымской наступательной операции (февраль-март 1944 года).
Во главе ударной группы войск командовал операцией по освобождению столицы Крыма города Симферополь (13 апреля 1944).
Участник Парада Победы 24 июня 1945 года.

### Послевоенная карьера
- С 9 июля 1945 по 4 февраля 1946 года — командующий войсками Минского военного округа.
- С июля 1946 по 1950 год — 1-й заместитель Главного военного инспектора Вооружённых Сил СССР.
- В 1946—1950 годах — депутат Совета Союза Верховного Совета СССР II созыва (избирался в Молодечненской области Белорусской ССР)[5].
- С 14 декабря 1950 по 31 июля 1953 года — чрезвычайный и полномочный посол СССР в Корейской Народно-Демократической Республике, одновременно — главный военный советник при главнокомандующем Корейской народной армией.
- С октября 1954 по октябрь 1956 года — начальник штаба Войск противовоздушной обороны СССР.
- С октября 1956 по сентябрь 1968 года — начальник кафедры ПВО Военной академии Генерального штаба.

Сыграл значительную роль в ходе Корейской войны 1950—1953 гг.: руководил советскими военными советниками в КНДР, участвовал в планировании и осуществлении военных операций, координировал поставки в страну военной техники, обеспечивал реализацию советских внешнеполитических интересов в ходе конфликта.
Умер 5 августа 1980 года в Москве. Похоронен в Тбилиси.

## Награды
СССР
- Орден Ленина (6 мая 1946)
- 5 орденов Красного Знамени (13 декабря 1942, 4 января 1943, 3 ноября 1944, 17 мая 1951, 27 декабря 1951)
- Орден Суворова I степени (16 мая 1944)
- Орден Суворова II степени (29 июня 1945)
- Орден Кутузова II степени (2 октября 1943)
- 3 ордена Красной Звезды ((21 мая 1940, 22 февраля 1968, 15 января 1980)[6]
- медали[7]

Других стран
- орден Государственного флага КНДР
- орден Свободы и Независимости КНДР
- медаль «Китайско-советской дружбы» (КНР)

## Отзывы
- «Родился он в русской глубинке, в Курской области, женился на красавице-грузинке и прекрасно, как на родном, изъяснялся на грузинском языке… Запомнились его необычные, чуть выпуклые с синеватым отливом глаза, излучающие энергию, массивная подвижная фигура бывшего борца или боксера, глубокий обволакивающий голос. В Корею направляли кадрового военного, закончившего Отечественную войну командующим ударной армией, проявившего в боях личное мужество и храбрость… действительно уверен в заслугах и смелости этого волевого талантливого человека. В коллективах посольства и других организаций он быстро сумел завоевать авторитет, объединить всех не просто дисциплиной, но и общей идеей сотрудничества в интересах нахождения наиболее рациональных путей решения текущих дел. Он привлекал людей своим даром ясного мышления и искусством передавать свои чувства аудитории»[8].

## В художественной литературе
Советский посол в КНДР генерал-лейтенант Владимир Разуваев — один из персонажей романа Сергея Анисимова «Год мертвой змеи» (2006), написанного в жанре альтернативной истории.